# 卵子の質
卵子の質（英: Ovum quality）とは、卵母細胞（英: Oocyte, 雌の配偶子）が受精を成功させる能力を示す尺度である。卵母細胞の質は、卵母細胞の成熟度の他、繁殖成功に影響を与える様々な要因の影響を受けやすい。胚の発育は精子に比べて卵子に大きく依存するため、このことは重要である。

## 影響を与える因子

### 年齢
母親の高年齢化は卵子の健康にとって重要な問題であり、ヒト集団における異数性発生の最大の危険因子と見做される。卵子の健康が加齢に伴い低下する機序は、まだ十分に解明されていない。減数分裂停止の延長、ミトコンドリア機能の低下、酸化ストレスは、加齢に伴う主要な因子であり、ヒトと動物の両方の卵子を用いた研究において、卵子の質にダメージを与えることが確認されている。

#### 減数分裂の停止と凝集性の喪失
ヒトの配偶子の形成には、対になった相同染色体が分離する減数第一分裂と、姉妹染色分体が分裂する減数第二分裂という2つの分離現象がある。減数第一分裂はやや長めのプロセスで、この間に相同染色体は整列し、対になり、再結合する。
雄の配偶子（精子）は生涯を通じて生産され続けるが、雌の卵巣予備能は発育初期に完全に形成される。その後、卵母細胞（は精母細胞と異なり）、月経周期の始まりに減数分裂が再開されるまで、複糸期の終わりで長期間の停止状態に入る。この長期停止中に、年齢に依存した変化や劣化が起こる可能性がある。
卵子が長期停止している間、染色体は二価の状態で存在する。これは、相同染色体が対になり、キアズマ（染色体腕間の物理的な交差部）によって一緒に保持されていることを意味する。コヒーシン複合体は姉妹染色分体に付随する輪状の構造体であり、姉妹染色分体を近接させるのに役立っている。この接着は後にセパラーゼによって切断され、相同染色体は正常な形で分離する。 セパラーゼの阻害因子や調節因子の加齢による変性は、細胞分裂後期の前に不適切で早過ぎるコヒーシン分解を引き起こす可能性がある。その結果、相同染色体は減数分裂紡錘体上で独立に整列し、異数性という生殖成功率を低下させる重要なメカニズムを引き起こす危険性がある。

#### ミトコンドリア変質
体内で最もミトコンドリア密度の高い細胞である卵子は、初期胚発生、増殖、受精の能力において、これらの細胞小器官に依存している。従って、加齢に伴うミトコンドリア機能の変化は、当然ながら卵子の質と女性の妊孕性に大きな影響を与える。
加齢に伴って起こる具体的な変化としては、ミトコンドリアDNAの量の減少や、ミトコンドリアDNAの突然変異の増加がある。動物実験では、ミトコンドリア自体の物理的変化やATP産生の減少に加えて、これらの遺伝子の異常が示されている。ミトコンドリアの老化の結果、発生能力が低下しているという決定的な証拠を得るには、さらなる調査が必要であるが、雌の卵子におけるミトコンドリア異常の経時的な蓄積は確立されており、卵子の健康状態の低下と何らかの関連があると思われる。

### 肥満
研究によれば、肥満は卵子の質に悪影響を与える。これは女性の生殖能力を低下させる疾患である。これは主に、母体のホルモン量に乱れを引き起こすことが原因である。また、子宮内膜の機能が乱れた結果、卵子の付着に関して子宮の受容力が変化する可能性もある。さらに、炭水化物の摂取量が多く、食事中のブドウ糖の濃度が高くなると、排卵時に卵巣から卵子が放出されないため、不妊となる可能性が上昇する。肥満はまた、早期流産、胎児死亡、死産、児の先天性欠損症の可能性増加にも関連している。
体外受精では、ゴナドトロピン（GnRH）と呼ばれるホルモンが女性に投与され、卵巣を刺激して卵子を放出させる。肥満患者の場合、肥満がこのホルモン刺激に対する卵巣の反応性に悪影響を及ぼすため、ホルモンの投与量を増やして刺激時間を長くする必要がある。成熟卵子の採取量も減少する。さらに、肥満は体外受精後の妊娠率の低下に繋がり、卵子が子宮壁に着床する確率も低くなる。また、周期が見送られる可能性も高くなる。

#### 脂質毒性によるダメージ
摂取量の増加により体内の脂肪酸が過剰になると、脂質毒性が顕在化する。これらの余分な脂肪酸は体内で貯蔵されず、循環血中に入り周囲の組織にダメージを与える。過剰脂肪酸量は肥満女性で多い。脂肪酸は活性酸素を多く発生させることで、脂肪細胞以外の細胞を傷つける。これによって細胞はアポトーシスする。

### ストレス

#### 心理的ストレス
心理的ストレスは、卵子の質を低下させる直接的、間接的な原因となる。ストレスの増加は、ストレスホルモンであるコルチゾールの産生と放出を増加させ、卵巣におけるエストラジオールの生合成を直接阻害する。エストラジオールの減少は酸化ストレスと同程度に、卵子から外れた顆粒膜細胞のアポトーシスを引き起こし、卵子の質を低下させる。